# Otto Möller (Widerstandskämpfer)
Otto Möller (* 5. April 1888; † 14. April 1945) war ein deutscher sozialdemokratischer Widerstandskämpfer gegen den Nationalsozialismus und NS-Opfer.

## Leben
Möller stammte aus einfachen sozialen Verhältnissen. Nach dem Besuch der Volksschule erlernte er den Beruf des Schlossers und fand Arbeit in der Hamburger Werftindustrie. Er trat in die Sozialdemokratische Partei Deutschlands (SPD) ein und engagierte sich gegen den aufkommenden Faschismus. Nach der Machtübergabe an die NSDAP setzte er seinen Widerstand illegal fort. Dabei fand er Anschluss an die Widerstandsgruppe „Bästlein-Jacob-Abshagen“, die nach dem Beginn des Zweiten Weltkrieges u. a. Unterstützung für ausländische Zwangsarbeiter organisierte. Möller war als Metallarbeiter bei der Werft Blohm & Voss beschäftigt und leistete solche verbotene Hilfen. Weil das der Gestapo nicht verborgen blieb, wurde er verhaftet und von einem Gericht wegen „Feindbegünstigung“ zu einer Zuchthausstrafe im Zuchthaus von Celle verurteilt. Bei Herannahen der alliierten Truppen wurden die Zuchthausinsassen evakuiert und in das Zuchthaus Bützow-Dreibergen deportiert. Auf diesem Transport kam Otto Möller ums Leben.

## Ehrungen
Auf dem Friedhof von Hamburg-Ohlsdorf wurde ein Denkmal mit drei Stelen errichtet. Die mittlere dieser Stelen trägt auf Platte 14 den Namen von Otto Möller.
Durch Senatsbeschluss vom April 2024 erhielt der vormalige Elingiusplatz (benannt nach dem Architekten Erich Elingius) im Hamburger Stadtteil Bergedorf den Namen Otto-Möller-Platz. Die Umbenennung erfolgte aufgrund einer Studie der „Kommission zum Umgang mit NS-belasteten Straßennamen in Hamburg“.